# Diecezja Veracruz
Diecezja Veracruz (łac. Dioecesis Verae Crucis) – diecezja Kościoła rzymskokatolickiego w Meksyku, sufragania archidiecezji Jalapa.

## Historia
9 czerwca 1962 roku papież Jan XXIII konstytucją apostolską Populorum bono erygował diecezję Veracruz. Dotychczas wierni z tych terenów należeli do diecezji San Andrés Tuxtla.

## Ordynariusze
- José Guadalupe Padilla Lozano (1963 – 2000)
- Luis Gabriel Cuara Méndez (2000 – 2005)
- Luis Felipe Gallardo Martín del Campo SDB (2006-2018)
- Carlos Briseño Arch (od 2018)